# Studienka
Studienka (slowakisch 1927 bis 1948 „Hasprunka“ – bis 1927 „Hašprunka“; deutsch Hausbrunn, ungarisch Szentistvánkút – bis 1907 Szentistván – bis 1888 Haszprunka) ist eine Gemeinde im Okres Malacky innerhalb des Bratislavský kraj in der Slowakei.

## Geographie

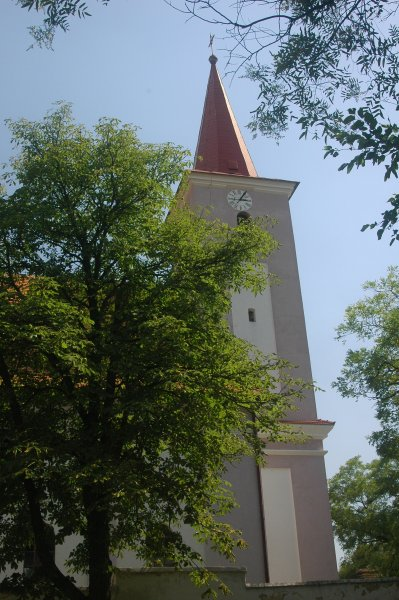
Kirche von Studienka

Der Ort liegt in der Záhorská nížina (Záhorie-Tiefland) in der Landschaft Záhorie am nördlich des Flusses Rudava und befindet sich 13 km nordöstlich der Stadt Malacky und 32 km südwestlich der Stadt Senica.
Die Gemeinde ist fast völlig von Sperr- und Schutzgebieten umgeben: westlich, südlich und östlich befindet sich der Militärbezirk Záhorie und nördlich, auf dem Weg nach Senica ein Teil des Landschaftsschutzgebiets Záhorie.

## Geschichte
Über die Entstehung des Ortes herrscht keine Einigkeit, da es keine schriftlichen Quellen über Studienka bis 1592 gibt. Einer Version nach sollten die österreichischen Holzfäller in seiner Arbeit seine Wohnungen bei einem Brunn bauen, daher wurde es Haus bei Brunn, dann Hausbrunn und später slowakisch Hasprunka genannt. Die zweite Version spricht über einen Schäfer aus Hausbrunn (Niederösterreich), der Weiden für seine Schafherde suchte. Nachdem sich auch weitere Schäfer im Ort niederließen, wurde der Ort nach dem Herkunftsort des ersten Schäfers später slowakisiert Hasprunka genannt.
1592 wurde der Ort als Hausbrunn erwähnt und gehörte zum Herrschaftsgut der Burg Blasenstein.
Bis 1918 lag der Ort im Komitat Pressburg innerhalb des Königreichs Ungarn, danach kam sie zur neu entstandenen Tschechoslowakei.
1948 wurde der Ort aus nationalpolitischen Gründen (Tilgung deutscher und ungarischer Namen auf tschechoslowakischem Staatsgebiet) in Anlehnung an das slowakische Wort studňa („Brunnen“) in Studienka umbenannt.

## Bevölkerung
| Jahr                | 1994 | 2004    | 2014    | 2024    |
| ------------------- | ---- | ------- | ------- | ------- |
| Anzahl der Personen | 1513 | 1608    | 1644    | 1748    |
| Unterschied         |      | +6,27 % | +2,23 % | +6,32 % |

| Jahr                | 2023 | 2024    |
| ------------------- | ---- | ------- |
| Anzahl der Personen | 1751 | 1748    |
| Unterschied         |      | −0,17 % |